# 아보박쥐
아보박쥐(Glauconycteris poensis)는 애기박쥐과에 속하는 박쥐의 일종이다. 베넹과 카메룬, 콩고민주공화국, 코트디부아르, 적도기니, 가나, 기니, 케냐에서 발견되며, 나이지리아와 세네갈, 시에라리온 그리고 토고에도 서식하는 것으로 추정하고 있다. 자연 서식지는 아열대 또는 열대 기후 지역의 건조림과 습윤 저지대 숲이다.